# Elke Jeinsen
Elke Jeinsen (Stoccolma, 25 luglio 1966) è una modella ed ex attrice cinematografica tedesca, eletta Miss Hannover.

## Biografia
Nata a Stoccolma Elke Jeinsen già all’età di un anno si trasferisce con la famiglia in Germania ad Hannover dove i genitori lavorano come meccanico e segretaria.
Appassionata di equitazione, Elke a quindici anni arriva alla notorietà vincendo un concorso fotografico a Monaco di Baviera sponsorizzato da una rivista tedesca rivolta agli adolescenti.
Nel 1986, diventa Miss Hannover classificandosi poi seconda al concorso nazionale di Miss Germania. Nello stesso anno lascia il lavoro di segretaria per cui si era diplomata e a ottobre, posa per l’edizione tedesca di Playboy., soprannominata "Bunny Elke", ottiene sempre più spesso ingaggi da aziende tedesche di costumi da bagno ed abbigliamento sportivo e inizia a girare il mondo come modella, nel 1988 è a Calgary per le olimpiadi invernali

Elke Jeinsen durante Colpo Grosso

Nel 1991 si trasferisce a Milano dove interpreta la fragola delle ragazze cin-cin nel programma televisivo Colpo grosso e impara l'italiano. Nello stesso anno interpreta in contemporanea sempre il ruolo della fragola nel programma di RTL Television Tutti frutti condotto da Hugo Egon Balder, la versione tedesca di Colpo Grosso che veniva peraltro registrato anch'esso negli studi televisivi italiani di Cologno Monzese.
Nel 1992 si trasferisce a Los Angeles dove continuò a posare anche senza veli come modella e diventando Playmate su Playboy ("Miss maggio 1993"), la seconda tedesca dopo Ursula Buchfellner ("Miss ottobre 1979"). Lavora a Los Angeles come personal trainer e life coach tornando spesso in Germania dove risiede tutta la famiglia e si trovano i suoi due cavalli
Continua quindi la carriera di modella, partecipando a trasmissioni e serie TV (tra cui una puntata di Baywatch, e ad alcuni film come Crocodile Dundee 3 (2000), Baywatch - Matrimonio alle Hawaii (2003) e Citizen Toxie: The Toxic Avenger IV (2000).
Compare anche nel video della canzone Night Calls di Joe Cocker. Negli anni 2000, si dedica anche a film soft-core come “Every Man’s Fantasy 2.

## Filmografia
- 1991: Tutti Frutti
- 1993: Fusi di testa 2 - Waynestock
- 1994: Playboy Video Playmate Calendar 1995
- 1996: Baywatch
- 1996: 364 Girls a Year[4]
- 1999: Elke Jeinsen Pantyhose PPV649[4]
- 2000: Midnight Healing[4]
- 2000: Citizen Toxie: The Toxic Avenger IV
- 2000: Hellcats in High Heels 2[4]
- 2000: Charlie's Angels
- 2001: Crocodile Dundee in Los Angeles[4]
- 2001: Rock Star[4]
- 2002: Lost Angels: Nikita Denise[4]
- 2002: Lost Angels: Michelle Michaels
- 2003: Baywatch - Matrimonio alle Hawaii[4]
- 2003: Bondage My Way[4]
- 2004: Hellcats in High Heels 3[4]
- 2005: Every Man’s Fantasy 2[4]